# Grec
« GREC » redirige ici. Pour les autres significations, voir Grec (homonymie).
Le grec (en grec : Ελληνικά / Elliniká) est une langue hellénique, seule survivante de cette famille. Sous sa forme moderne et démotique (νέα ελληνικά, δημοτική / néa elliniká, dimotikí), il a aujourd'hui 15  à   22 millions de locuteurs, principalement en Grèce et à Chypre mais aussi dans les communautés de la diaspora ou minoritaires d'autres pays (Albanie, Turquie, Italie, Bulgarie, Ukraine, Macédoine du Nord, Hongrie, Roumanie, Moldavie, Géorgie). Il existe également une langue grecque liturgique (Ακολουθική Ελληνική / Akolouthikí Ellinikí), uniquement employée dans certaines grandes cérémonies religieuses commémoratives, notamment par le patriarcat œcuménique de Constantinople. Cette langue utilise généralement, et depuis l'antiquité, l'alphabet grec pour son écriture.

## Évolution
Le grec, dans ses différentes variantes géographiques et historiques, a évolué durant plus de trois millénaires. Au cours de ce temps il a connu au moins quatre grandes phases ou dénominations (phénomène de polyglossie) : le grec ancien, la koinè, le grec médiéval et le grec moderne, chacune de ces étapes comprenant des dialectes distincts, avec parfois des variantes géographiques.
- Dialectes grecs archaïques (ou proto-grec)
  - groupe arcadochypriote
    - mycénien
    - arcadien, cypriote, pamphylien

  - groupe ionien-attique
    - attique (grec ancien)
      - koinè (moyen grec commun)
        - grec moderne
        - yévanique
        - grec chypriote

      - pontique (parlé par les Pontiques)
      - cappadocien
      - romani-grec

    - ionien (d'Asie, insulaire, d'Eubée)

  - groupe éolien (béotien, lesbien, thessalien)
  - groupe occidental
    - dorien (laconien, argien, corinthien, etc.)
      - tsakonien
      - griko (parlé dans des villages du Sud de l'Italie)

    - éléen, étolien, locrien, phocidien
    - ancien macédonien (avec des traits du thessalien[1])

## Le grec ancien
Le grec ancien était parlé dans la Grèce antique de l'Antiquité, d'environ 1000 à 330 av. J.C.. Il se divisait en plusieurs dialectes. Le grec ancien était souvent écrit seulement en majuscules et sans espace, comme sur certaines tombes.

## La koinè grecque
La koinè grecque (« langue commune ») fut parlée et écrite d'environ 330 av. J.-C. à 330 apr. J.-C. en Italie du Sud, dans les Balkans, autour de la mer Noire, en Anatolie, en Égypte, en Cyrénaïque et en Bactriane.

## Le grec médiéval
Issu de la koinè, le grec médiéval fut la langue de l'Empire romain d'Orient entre 330 et 1453, et de ses états successeurs (Empire de Nicée, despotat d'Épire, Empire de Trébizonde, Despotat de Morée et Principauté de Théodoros). Il en existait plusieurs versions, qui continuèrent à être parlées et à évoluer après la disparition de ces États :
- l'une, savante et « atticisante », a été couramment employée par les lettrés ;
- une autre, religieuse, est l'Ακολουθική Ελληνική [akoluθiki elliniki] (« grec liturgique »), surtout chanté ;
- les autres, dites Μεσαιωνικές δημοτικές [mesaionikes dimotikes] (« médiévales populaires »), sont les parlers :

1. Έλλαδική [elladiki] (« helladique », en Grèce, autour de l'Égée et à Constantinople), à l'origine du grec moderne,
2. Κατωιταλιώτικη [katoitaliotiki] (« italiote », en Calabre et Sicile) peut-être à l'origine du griko,
3. Ποντική [pontiki] (« pontique », autour de la Mer Noire, à traits archaïques ioniens issus directement de l'attique), à l'origine du dialecte pontique moderne,
4. Νοτική (« du sud », en Cyrénaïque et Égypte, disparu[3]) ,
5. Ανατολική [anatoliki] (« oriental », en Asie Mineure intérieure, Anatolie et au proche-orient), disparu.
6. Γεβανική [ɣeβaniki] (« yévanique », de l'hébreu יון Yāvān signifiant « Ionie », soit le monde grec), parlé par les Romaniotes (juifs grecs) et disparu.

## Le grec moderne

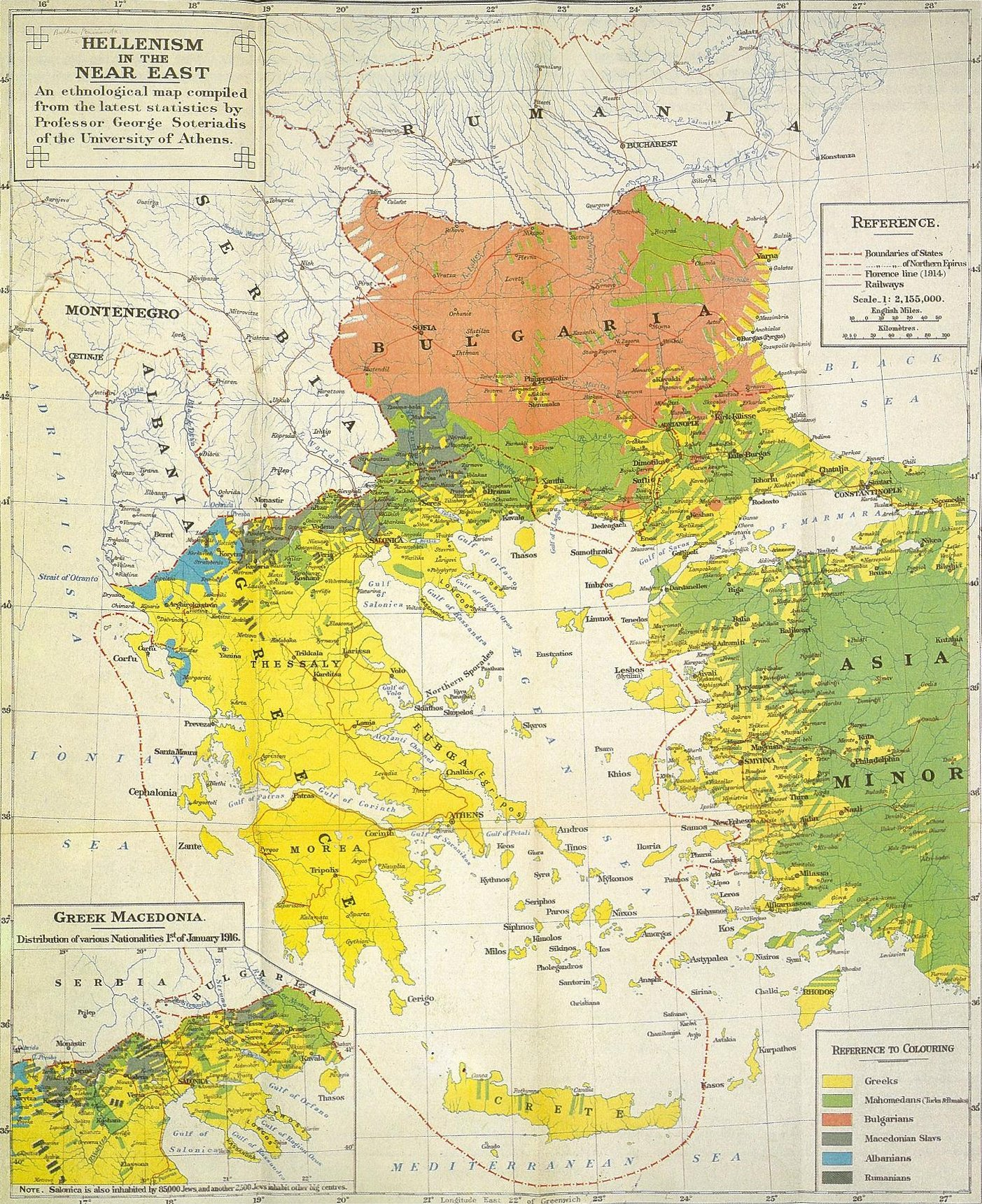
En jaune, les zones où l'on parlait grec en 1913 dans les Balkans et en Asie mineure.

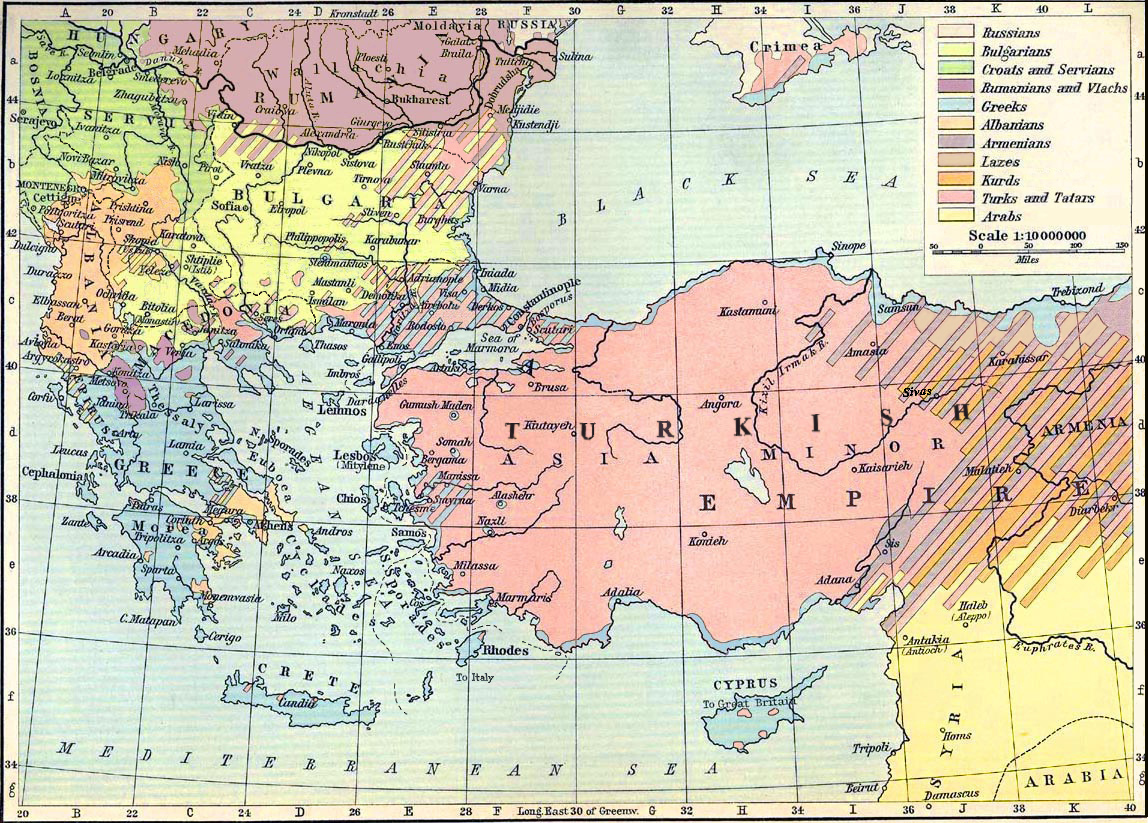
En bleu, les zones où l'on parlait grec en 1913 dans les Balkans, en Anatolie et au proche-Orient.

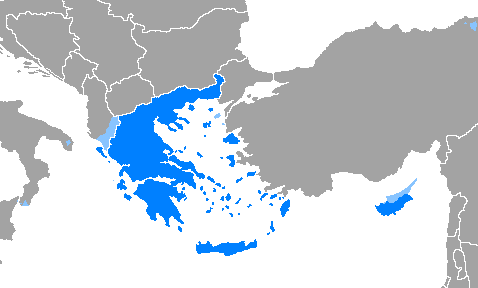
Zones où le grec moderne était parlé en 1970 ; en bleu foncé celles où il est officiel.

Issu du grec médiéval, le grec moderne (ou romaïque) est parlé en Grèce et à Chypre depuis 1453, mais il a été aussi longtemps parlé dans les villes du pourtour oriental de la Méditerranée, en Italie du Sud et dans les principautés danubiennes. Il en existe actuellement six variantes : le démotique ou « grec commun moderne », langue officielle en Grèce et à Chypre, la katharévousa (καθαρεύουσα) ou « grec puriste moderne » qui fut langue officielle de la Grèce de 1833 à 1976, l'acolouthique (ακολουθική) ou « grec liturgique », le tsakonien qui est un dialecte du Péloponnèse oriental, le pontique qui est un dialecte du pourtour de la mer Noire et le griko d'Italie. Il existait auparavant d'autres dialectes, tels le cappadocien d'Anatolie dont il n'existe plus que quelques locuteurs âgés parmi les réfugiés micrasiates. Le grec commun démotique connaît en outre des parlers spécifiques aux îles, notamment le crétois et le chypriote.
En Turquie, des Turcs dont le nombre est impossible à évaluer, sont bilingues grec/turc : il s'agit le plus souvent de Micrasiates convertis à l'islam au moment ou depuis la « grande Catastrophe » de 1923 pour échapper aux dispositions du traité de Lausanne et pouvoir rester dans leurs foyers. On en rencontre encore le long des côtes de la Turquie, ainsi que dans les îles Imbros et Ténédos. La question est sensible, et en raison du fort nationalisme turc, on ne communique pas de données sur la culture ou la langue grecque, mais seulement sur l'« ethnie » grecque, évaluée à 5 000 personnes. Le nombre de locuteurs du grec est probablement bien supérieur. L'alphabet grec est interdit en Turquie, où le grec peut toutefois s'écrire avec l'alphabet latin. Il y a cependant des exceptions, par exemple aux îles Imbros et Ténédos, où les citoyens Turcs de culture grecque sont encore quelques milliers, et à Istanbul, au siège du Patriarcat de Constantinople, mais dans un cadre cultuel et culturel à caractère privé et non officiel, ni politique ou revendicatif, car l'État turc laïc n'admet officiellement que la langue turque et l'alphabet latin. Le kurde et l'arabe sont eux aussi tolérés uniquement dans l'espace privé.